# ATP Brüssel-2
Die European Open sind ein Herren-Tennisturnier, das seit 2025 in Brüssel ausgetragen wird. Es fand zunächst von 2016 bis 2024 in Antwerpen in der Halle auf Hartplatz statt.

## Geschichte
Nachdem von 1982 bis 1998 in Antwerpen bereits ein Turnier in der Stadt ausgetragen wurde, wurde 2016 bekannt, dass im Oktober desselben Jahres erneut ein Turnier dort stattfindet, das zur ATP Tour 250 zählt und das Turnier in Valencia (1998–2015) ablöst. Bis 2024 fand das Turnier jährlich in Antwerpen gegen Ende der Tennissaison im Oktober statt. Für die ATP Tour 2025 wechselte es in die ING Arena in die belgische Hauptstadt Brüssel.

## Siegerliste

### Einzel
| Jahr | Sieger                | Finalgegner       | Finalergebnis   |
| ---- | --------------------- | ----------------- | --------------- |
| 2024 | Roberto Bautista Agut | Jiří Lehečka      | 7:5, 6:1        |
| 2023 | Alexander Bublik      | Arthur Fils       | 6:4, 6:4        |
| 2022 | Félix Auger-Aliassime | Sebastian Korda   | 6:3, 6:4        |
| 2021 | Jannik Sinner         | Diego Schwartzman | 6:2, 6:2        |
| 2020 | Ugo Humbert           | Alex de Minaur    | 6:1, 7:64       |
| 2019 | Andy Murray           | Stan Wawrinka     | 3:6, 6:4, 6:4   |
| 2018 | Kyle Edmund           | Gaël Monfils      | 3:6, 7:62, 7:64 |
| 2017 | Jo-Wilfried Tsonga    | Diego Schwartzman | 6:3, 7:5        |
| 2016 | Richard Gasquet       | Diego Schwartzman | 7:64, 6:1       |

### Doppel
| Jahr | Sieger                                       | Finalgegner                          | Finalergebnis     |
| ---- | -------------------------------------------- | ------------------------------------ | ----------------- |
| 2024 | Alexander Erler Lucas Miedler                | Robert Galloway Alexander Nedowessow | 6:4, 1:6, [10:8]  |
| 2023 | Petros Tsitsipas Stefanos Tsitsipas          | Ariel Behar Adam Pavlásek            | 6:75, 6:4, [10:8] |
| 2022 | Tallon Griekspoor Botic van de Zandschulp    | Rohan Bopanna Matwé Middelkoop       | 3:6, 6:3, [10:5]  |
| 2021 | Nicolas Mahut (2) Fabrice Martin             | Wesley Koolhof Jean-Julien Rojer     | 6:0, 6:1          |
| 2020 | John Peers Michael Venus                     | Rohan Bopanna Matwé Middelkoop       | 6:3, 6:4          |
| 2019 | Kevin Krawietz Andreas Mies                  | Rajeev Ram Joe Salisbury             | 7:61, 6:3         |
| 2018 | Nicolas Mahut (1) Édouard Roger-Vasselin (2) | Marcelo Demoliner Santiago González  | 6:4, 7:5          |
| 2017 | Scott Lipsky Divij Sharan                    | Santiago González Julio Peralta      | 6:4, 2:6, [10:5]  |
| 2016 | Daniel Nestor Édouard Roger-Vasselin (1)     | Pierre-Hugues Herbert Nicolas Mahut  | 6:4, 6:4          |